# Beredskapstroppen

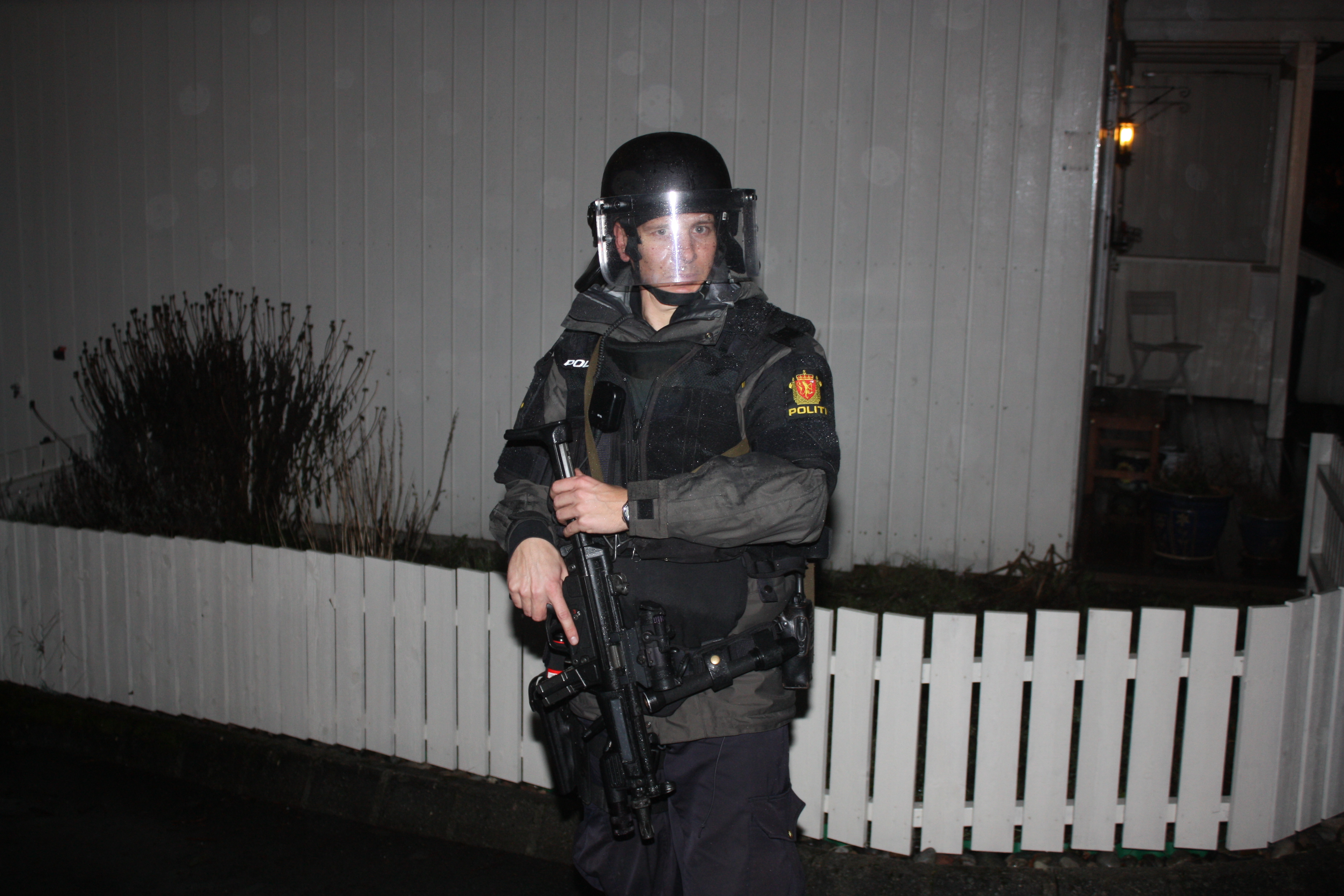
Norsk polisman beväpnad med en Heckler & Koch MP5

Beredskapstroppen, även benämnd Delta, är den norska polisens insatsstyrka mot sabotage, terrorism, gisslantagandesituationer och andra svåra uppdrag. Beredskapstroppen har omkring 120-150 poliser och tillhör administrativt Oslo politidistrikt. 
Beredskapstroppen ska från hösten 2020 lokaliseras till den nya Politiets nasjonale beredskapssenter utanför Oslo.

## Historik
Beredskapstroppen bildades 1975 och ersatte den tidigare "Østlandstroppen". Tanken var då att sprida personalen för att verka operativt över hela landet, men senare samlades verksamheten till Oslo. Bakgrunden var kriminalitetsutvecklingen i Norge och i utlandet, med bland annat flygkapningar och gisslantagande.

## Lokalisering
Justis- og beredskapsdepartementet tecknade kontrakt i januari 2018 om byggandet av Politiets nasjonale beredskapssenter, som beräknas stå färdigt i augusti 2020. och vara operativt i december 2020. I centret samlas de nationella polisfunktionerna Beredskapstroppen, Bombegruppen, Politihelikoptertjenesten och krise- og gisselforhandlartjenesten. Centret ska ligga i Taraldrud i Ski kommun sydöst om Oslo vid Taraldkrysset på  Europaväg 6. 
Centret, som administrativt ska ligga under Politidirektoratet i Oslo, ska bland annat bli bas för Politihelikoptertjenesten, som idag är lokaliserad på Gardermoen och som 2019 planeras ha tre nyinköpta helikoptrar av typ Leonardo AW 169.
Centret omfattar också ett antal skjutbanor inomhus och utomhus och en träningsanläggning för strid i stadsmiljö. Byggnaderna är på 34 000 kvadratmeter på ett avsatt område på 75 hektar.

## Utrustning
Beredskapstroppen har tidigare två RIB-båtar av typ Rupert 34, vilka 2019 ersatts med RIB-båtar från Goldfish Boats, var och en med tre Evinrude utombordsmotorer på 375 hästkrafter.
Beträffande lufttransport utnyttjar Beredskapstroppen räddningshelikoptrar och Bell 412-helikoptrar från det norska flygvapnet, framför från Rygge flygstajon.
Med polisens tre nya Leonardo AW139-helikoptrar, som levereras 2019, finns möjlighet till transport av sex utrustade poliser från beredskapstroppen i egen polishelikopter.